# Beaucarnea compacta
Beaucarnea compacta là một loài thực vật có hoa trong họ Măng tây. Loài này được L.Hern. & Zamudio mô tả khoa học đầu tiên năm 2003.